# كارول تافريس
كارول آن تافريس (بالإنجليزية: Carol Anne Tavris) (ولدت في 17 سبتمبر عام 1944)، عالمة نفس اجتماعية ونسوية أمريكية. كرّست حياتها المهنية للكتابة وإلقاء المحاضرات حول مساهمات العلوم النفسية في المعتقدات والممارسات التي توجّه حياة الناس وانتقاد «النفسية» و «البيوبونك» والعلم الزائف. تعاملت كتاباتها العديدة مع التفكير النقدي والتنافر المعرفي والغضب والجنس ومواضيع أخرى مرتبطة بعلم النفس.
حصلت تافريس على درجة البكالوريوس في الأدب المقارن وعلم الاجتماع من جامعة برانديز ودرجة الدكتوراه في علم النفس الاجتماعي من جامعة ميشيغان. قامت بتدريس علم النفس في جامعة كاليفورنيا ولوس أنجلوس والمدرسة الجديدة للبحوث الاجتماعية. هي زميلة في جمعية علم النفس الأمريكية وجمعية العلوم النفسية ولجنة التحقق من الشك. تعمل تافريس أيضًا كعضو في هيئة تحرير العلوم النفسية في المصلحة العامة. ظهرت مقالاتها ومراجعات كتبها ومقالات مستقلة في صحف مثل ذا نيويورك تايمز وذا وول ستريت جورنال ولوس أنجلوس تايمز وذا تايمز ليتراري سابليمنت وساينتفك أميريكان وغيرها. في عام 2014، بدأت تافريس بكتابة عمود لمجلة سكيبتيك تحت عنوان ذا غادفلاي.

## المهنة
أخذت تافريس إجازة لمدة عام من كلية الدراسات العليا للكتابة لمجلة جديدة تُدعى سايكولوجي توداي. عادت إلى المجلة بعد حصولها على درجة الدكتوراه وزاولت عملها هناك لمدة أربع سنوات. قابلت كارول وايد، شريكها المستقبلي في العمل، أثناء كتابتها للنشر؛ قام الاثنان بتدريس إحدى الدورات الأولى في دراسات المرأة في جامعة ولاية سان دييغو، ومن خلال هذا التعاون التدريسي، كتبا كتابًا تحت عنوان الحرب الأطول: الاختلافات بين الجنسين في المنظور، وهو نهج متعدد التخصصات للسؤال القديم حول سبب عدم وجود مساواة بين الجنسين.
في ثمانينيات القرن العشرين، انضمت تافريس إلى كارول وايد في كتابة كتاب علم النفس التمهيدي تحت عنوان علم النفس. عُدّ الكتاب «الدمج الأول والصريح والمنهجي لمبادئ التفكير النقدي» في الدورة التمهيدية لعلم النفس، جنبًا إلى جنب مع تعميم البحث حول الجنس والثقافة، بهدف جعل المجال أكثر شمولًا. نشرت وايد وتافريس أيضًا كتاب دعوة إلى علم النفس، وهو نسخة أقصر من كتابهما المدرسي الرئيسي. اعتبارًا من عام 2015، وصل كتاب علم النفس لنسخته الحادية عشرة وكتاب الدعوة وصل إلى نسخته السادسة.
سلّط أول كتاب تجاري رئيسي لتافريس، الغضب: المشاعر التي يُساء فهمها (1982، وصدرت النسخة المنقحة عام 1989)، الضوء على العديد من الأفكار النفسية الشعبية القائمة على نظريات فرويد حول الغضب التي كانت سائدة لكنها خاطئة: مثل أنه من الأفضل، جسديًا ونفسيًا، «تنفيس» الغضب بدلًا من «قمعه». على العكس من ذلك، أظهرت تافريس أن التنفيس المتكرر يساعد في التدريب على الغضب ويرفع ضغط الدم وغالبًا ما يجعل الشخص الآخر غاضبًا منك. بطرق نموذجية لنهجها مدى الحياة، جلبت تافريس الشكوك والبيانات والتفكير النقدي لتقييمها لهذا والعديد من المعتقدات الأخرى حول الغضب. في فصلها عن الغضب في الحركات الاجتماعية، أخذت كأمثلة رئيسية لها الجهود المبذولة لتعزيز حقوق المرأة والحقوق المدنية إلى جانب دور الغضب في إشعال السعي لتحقيق العدالة.

### التنافر المعرفي
أخذ مجال التنافر المعرفي حيزًا هامًا عند تافريس، وهو نظرية طورها ليون فيستنغر لأول مرة ثم قدمها تلميذه إليوت أرونسون لاحقًا إلى نظرية التبرير الذاتي. يُعدّ التنافر المعرفي حالة الانزعاج التي يشعر بها المرء عندما يتناقض معتقدان أو اعتقاد وسلوك مع بعضهما البعض، أو عندما لا يتم تأكيد اعتقاد راسخ بالأدلة الكافية. بالتعاون مع عالم النفس الاجتماعي إليوت أرونسون، كتبت تافريس كتاب تحت عنوان تم ارتكاب الأخطاء (لكن ليس بواسطتي): لماذا نبرر المعتقدات الحمقاء والقرارات السيئة والأفعال المؤذية، الذي تعمّق في دور التنافر المعرفي بين الناس وكيف يرون العالم وأنفسهم. تم تحديث الكتاب، الذي نُشر لأول مرة في عام 2007 ومراجعته للطبعة الثانية في عام 2015 والطبعة الثالثة في عام 2020، مع فصل أخير جديد عن ظاهرة ترامب: «التنافر والديمقراطية والدهماوية».
وفقًا لتافريس وأرونسون، يسمح لنا التنافر المعرفي بتبرير أخطائنا وأضرارنا، ما يمنعنا من الإدراك الواعي من أننا ارتكبناه أصلًا وبالتالي يسمح لنا بالعيش مع أنفسنا. وهذا تمامًا ما يساعد الكثير من «الدجالين والمحتالين والطغاة للنوم في الليل». بالنظر إلى الاختيار بين قبول المعلومات التي لا نريد سماعها وتبرير المعتقدات القديمة أو الأفعال المؤذية، يختار معظم الناس التبرير الذاتي. في الواقع، تقول تافريس: «كلما زاد فخرنا بذكائنا وكفاءتنا، زاد التزامنا بأيديولوجية أو فلسفة الحياة... كلما كان من الصعب قبول دليل على أننا قد نكون مخطئين». يشرح كتاب تم ارتكاب الأخطاء كيف ينطبق التنافر المعرفي في جميع مجالات الحياة، بما في ذلك الرؤساء الذين يبدأون بحرب لا يمكن إنهاؤها، والمدعين العامين الذين لا يستطيعون قبول فكرة أنهم وضعوا أبرياء في السجن، والمعالجين الذين يتبنون البدعة الأخيرة ولا يمكنهم التخلي عنها عندما تثبت أنها غير مفيدة أو ضارة، وشجار الأزواج الذين لا يستطيعون فهم وجهة نظر بعضهم البعض، وجميع بقيتنا الذين يجدون صعوبة أو استحالة في التخلي عن اعتقاد ثبُت أنه قديم أو خاطئ.
تستخدم تافريس وأرونسون استعارة هرمية لشرح كيف يمكن للتبرير الذاتي أن يقود الناس بعيدًا في طريق ربما لم يتخيلوه أبدًا لأنفسهم. بسبب الحاجة إلى تقليل التنافر بعد أن نتخذ قرارًا، وبمجرد أن نفعل ذلك، نصبح أقل قدرةَ على «التفكير في الأمر بشكل علمي متشكك». تتغير مواقفنا الآن لتكون متناسقة مع سلوكنا، وقد ينتهي بنا الأمر بعيدًا عن الأشخاص الذين اتخذوا طريقًا مختلفًا.

### الدراسات حول الجنس والنسوية والمرأة
بدأت تافريس الكتابة عن وضع المرأة والاختلافات بين الجنسين في سبعينيات القرن العشرين. كتابها مع كارول وايد، الحرب الأطول: الاختلافات الجنسية في المنظور «يبحث في الأدلة العلمية المؤيدة والمعارضة للعديد من المعتقدات حول المرأة والمكانة الدنيا للمرأة تاريخيًا وثقافيًا».
في عام 1992، كتبت تافريس كتاب تحت عنوان سوء قياس المرأة: لماذا المرأة ليست الجنس الأفضل، الجنس الأدنى، أو الجنس الآخر، وهو دفاع قوي عن المساواة النسوية والرأي القائل بأن المرأة ليست أدنى من الرجل ولا تتفوق عليه في نفس الوقت، لكن لها الحق في المساواة في جميع المجالات. كان العنوان تكريمًا لكتاب ستيفن جاي غولد سوء قياس الرجل لأن كلا الكتابين أظهرا كيف يمكن للتحيزات المجتمعية أن تؤثر على البحث - في كتابه، في دراسة الذكاء، وفي دراستها في دراسة الجنس. يعتمد كتاب تافريس على الأبحاث في العديد من التخصصات لطرح الأساطير حول أدمغة «الذكور والإناث» (قضية دائمة)، والاختلافات المزعومة بين الجنسين في القدرات «الطبيعية» والخلق الاجتماعي للمتلازمة السابقة للحيض (بي إم إس) والمعتقدات الشعبية الأخرى.
في فصل أخير، فحصت تافريس بشكل نقدي وباء «الذاكرة المستعادة» الناشئ في أمريكا إذ كانت النساء يخضعن للعلاج ويخرجن معتقدات أنهن كنّ ضحايا للاعتداء الجنسي لسنوات، لكنهن قمعن الذاكرة. في يناير عام 1993، كتبت تافريس مقالًا رئيسيًا مثيرًا للجدل لكن كان له تأثيرًا قويًا في ملحق مراجعة كتاب نيويورك تايمز «احذر آلة سفاح القربى» عن كتب «الناجون من الاعتداء الجنسي» الشهيرة، ما يدل على أن افتراضاتهم حول الذاكرة والصدمة والقمع والتعافي كانت غير مبررة علميًا. حصل كتاب سوء قياس المرأة على جائزة المساهمة الإعلامية المتميزة من الرابطة الأمريكية لعلم النفس التطبيقي والوقائي وجائزة المنشورات التراثية من شعبة علم نفس المرأة التابعة للجمعية الأمريكية لعلم النفس.
تُعرف تافريس بأنها نسوية متساوية (على النقيض من سلالات النسوية التي روّجت لمفاهيم التفوق الأنثوي أو الاختلافات المتأصلة في علم النفس والقدرات). بالنسبة لتافريس، لا تتعارض النسوية والعلوم: على العكس من ذلك، فهي تعتبر المنهج العلمي وسيلة «لتعزيز أهداف النسوية، والنسوية هي وسيلة لتحسين العلم». لطالما اعتقدت تافريس أن العلم والتفكير النقدي هما «الأدوات الرئيسية التي لدينا لتقييم الأفكار الأفضل من غيرها وإجبار أنفسنا على التخلي عن الأفكار عديمة الجدوى». من هذا المنظور، تؤكد تافريس أن الشك - الاستعداد للتشكيك في الحكمة المتلقاة والمطالبة بأدلة جيدة والاستعداد حتى لمعتقداتنا الأيديولوجية - هو حليف أساسي. لذا، مثلما صاغتها، فإنه يضيف روح الدعابة.